# Monumentos Históricos Nacionais da Argentina
Os Monumentos Históricos Nacionais da Argentina são uma série de realizações arquitetônicas, lugares ou obras que por seu interesse e valor gozam de uma proteção jurídica específica recolhida na Lei para sua preservação, enriquecimento e exibição.
Há vários tipos de Monumentos Nacionais:
- Monumento Histórico
- Monumento Histórico Artístico
- Lugar Histórico
- Bem de Interesse Histórico
- Bem de Interesse Histórico Artístico
- Sepulcro
- Outros (Não encaixa em nenhuma das outras categorias)

## Monumentos Históricos por Província
- Monumentos Nacionais da Antártida e Ilhas do Atlántico Sul
- Monumentos Nacionais da Província de Buenos Aires
- Monumentos Nacionais de Catamarca
- Monumentos Nacionais da Cidade de Buenos Aires
- Monumentos Nacionais de Santa Fe
- Monumentos Nacionais de Entre Ríos